# بخش پولک (شهرستان کرافورد، اوهایو)
بخش پولک (به انگلیسی: Polk Township) یک منطقهٔ مسکونی در ایالات متحده آمریکا است که در شهرستان کرافورد، اوهایو واقع شده‌است.
 بخش پولک ۳۶٫۵ کیلومتر مربع مساحت و ۲٬۱۳۲ نفر جمعیت دارد و ۳۵۰ متر بالاتر از سطح دریا واقع شده‌است.